# Headquarters House (Massachusetts)
Das Headquarters House (auch William H. Prescott House) ist ein ehemaliges Wohnhaus und heutiges Museum in der Bostoner Beacon Street. Das zu Beginn des 19. Jahrhunderts errichtete Doppelhaus, dessen linke Hälfte das Headquarters House bildet, wurde nach dem Historiker William Hickling Prescott benannt, der es 14 Jahre lang bewohnte. Das Gebäude wurde 1964 als National Historic Landmark ausgezeichnet und 1966 in das National Register of Historic Places eingetragen. Zum gleichen Zeitpunkt wurde es Contributing Property zum Beacon Hill Historic District.

## Beschreibung
Beim in das NRHP eingetragenen Gebäude handelt es sich um die westliche (von der Straße aus betrachtet linke) Hälfte eines vierstöckigen Doppelreihenhauses, das um 1806 nach allgemeinen Entwürfen von Asher Benjamin errichtet wurde. Das Gebäude wurde nach dem Historiker William Hickling Prescott benannt, der dort von 1845 bis zu seinem Tod 1859 lebte. Das äußere Erscheinungsbild des im Federal Style gehaltenen Gebäudes ist bis heute kaum verändert. An der Straßenseite befindet sich über die gesamte Breite beider Häuser eine einstöckige Veranda, die von Säulen dorischer Ordnung getragen wird. Vom Dach der Veranda ragen vier mit reich verzierten Kapitellen versehene Pilaster bis unter die Dachkante.
Seit 1944 ist es als Museum zugänglich, das von der National Society of the Colonial Dames of America betrieben wird. Diese nutzt es zugleich als Hauptquartier der Organisation, weshalb das Gebäude auch als Headquarters House bekannt ist.